# جول اندرادي
جول اندرادي (بالفرنسية: Jules Andrade)‏ (و. 1857 – 1933 م) هو رياضياتي، وفيزيائي، وأستاذ جامعي من فرنسا . ولد في باريس .
توفي في برايتون ، عن عمر يناهز 76 عاماً.

## التعليم
تعلم في المدرسة المتعددة التكنولوجية بفرنسا

## جوائز
حصل على جوائز منها:
- Poncelet Prize [الإنجليزية]‏ (1917).